# 張袞 (北魏)
張袞（339年—410年），字洪龍，上谷郡沮陽县（今河北省怀来县东南）人，中国南北朝北魏官吏。
祖父张翼，辽东郡太守。父亲张卓，昌黎郡太守。張袞纯厚笃实，好学有文才。張衮初为郡五官掾。魏道武帝拓跋珪为代王时，选拔張袞为左長史，参谋军事，深受礼遇。与黄门侍郎崔宏同掌机要。
登国二年（387年），道武帝讨伐刘显，張袞進言联合後燕慕容垂，道武帝采纳。登国三年（388年）跟随道武帝讨伐賀訥。道武帝与群臣登勿居山，游宴终日。命張袞作功德碑文。登国六年（391年）跟随道武帝讨伐柔然。
登国十年（395年）進攻後燕慕容宝，張袞進言先骄后克之法。道武帝采纳張袞之言，参合陂之战（今内蒙古凉城县东北岱海）获得勝利。
皇始元年（396年），張袞转任給事黄門侍郎。随道武帝南征，率军兵临后燕都城中山（今河北省定州市）。張袞效仿酈食其、魯仲連，写信让慕容宝撤退。道武帝听从他的意見，命張袞写信给慕容宝，慕容宝逃亡和龍（今辽宁省朝阳市）。中山陷落，張袞以功任奋武将军，幽州刺史。封临渭侯。
天興元年（398年），召還国都平城（今山西省大同市）。天興二年（399年），張袞推荐的范陽盧溥反叛，推荐的崔逞给東晋郗恢的回信不合道武帝的旨意，道武帝大怒，贬黜張袞为尚书令史。
永興二年（410年）得病去世。享年七十二。追贈太保，谥文康公。

## 子女
- 張温，官至外都大官、广寧郡太守
- 張楷，官至州主簿
- 張度，次子，官至臨渭侯、上谷郡太守、武昌王師·散騎常侍、使持節·都督幽州广陽安乐二郡諸軍事·平東将軍·崎城鎮都大将、和龍鎮都大将、中都大官
- 張太，平西將軍、荆州刺史、俎陽侯
- 張那，寧遠將軍、雍城鎮將